# المركز الوطني للعرضة السعودية
المركز الوطني للعرضة السعودية، هو مركز سعودي أنشئ في دارة الملك عبد العزيز، وأقر مجلس الدارة برئاسة الملك سلمان بن عبد العزيز لائحته في ديسمبر 2017، وهو يواكب رؤية السعودية 2030، من خلال تعزيزه للثقافة والهوية الوطنية. يعمل المركز على تنظيم الدورات وورش العمل في أساسيات أداء العرضة السعودية.

## المحاور التنظيمية
- المساندة الإدارية.
- الدراسات والتطوير.
- التنظيم والجوانب الفنية.

## أنواع العرضات في السعودية
تختلف العرضات في السعودية باختلاف مناطقها وتنوعها ومن أبرزها العرضة النجدية، والعرضة الجنوبية، واللعب، والمسحباني، والخطوة، والدحة، والسامري.